# Kappa d'Andròmeda
Kappa d'Andròmeda (κ Andromedae) és una estrella de la constel·lació Andròmeda. És una blava-blanca subgegant del tipus B amb una magnitud aparent de +4,15. Està a uns 170 anys llum de la Terra.